# انتخابات ریاست‌جمهوری ونزوئلا (۲۰۱۲)
سیزدهمین انتخابات ریاست‌جمهوری ونزوئلا در ۷ اکتبر ۲۰۱۲ (۱۶ مهر ۱۳۹۱) برگزار شد.
در این انتخابات هوگو چاوز رئیس‌جمهور پیشین با کسب حدود ۵۵٪ رای‌ها به پیروزی رسید. کاندید اصلی اپوزیسیون با اعلام نتایج مقدماتی شکست را پذیرفت.

## انتخابات زودهنگام
با مرگ هوگو چاوز بر اثر بیماری سرطان، انتخابات زودهنگام ریاست‌جمهوری تا یک ماه پس از مرگ او در ونزوئلا برگزار شده‌است.

## پی‌نوشت و منبع
1. ↑  «نسخه آرشیو شده». بایگانی‌شده از اصلی در ۱۰ اکتبر ۲۰۱۲. دریافت‌شده در ۸ اکتبر ۲۰۱۲.